# Assunzione della Vergine (Francesco Botticini)
L'Assunzione della Vergine è un dipinto a tempera su tavola (228,6x377,56 cm) di Francesco Botticini, databile al 1475-1476 e conservato nella National Gallery di Londra.

## Storia e descrizione
Acquistato dalla National Gallery di Londra nel 1882, il dipinto viene datato intorno al 1475 - 1476 in quanto il committente Matteo Palmieri, raffigurato  in ginocchio sulla sinistra, morì proprio nel 1475: sulla sinistra sempre inginocchiata vediamo la sua vedova Niccolosa. Quest'opera era infatti la pala d'altare della Cappelle funeraria del Palmieri in San Pier Maggiore a Firenze. Al centro della scena si vedono gli Apostoli intorno al sepolcro vuoto della Vergine, accolta in alto da Cristo e dagli angeli in paradiso.